# Anzjalika Ahurbasj
Anzjalika "Lika" Ahurbasj (belarusiska: Анжаліка Агурбаш, Anzjalika Ahurbasj; ryska: Анжелика Агурбаш, Anzjelika Agurbasj), född Jalinskaja 17 maj 1970 i Minsk i Sovjetunionen, är en belarusisk-rysk sångerska, skådespelerska och fotomodell.
2005 tävlade Anzjalika Ahurbasj för Belarus i Eurovision Song Contest med bidraget Love Me Tonight.
Hon är bosatt i Koroljov, Moskva, i Ryssland tillsammans med sina tre barn: sonen Nikita och dottern Dasja, från hennes första äktenskap med Nikolaj Ahurbasj, samt sonen Anastas född 2004.

## Film och fotomodell
Vid 15 års ålder upptäckte filmproducenten Aleksandr Jefremov henne och hon fick en av huvudrollerna i filmen Examen diva direktora (Examination for the director). 1988 blev hon känd efter att ha vunnit den första upplagan av skönhetstävlingen Fröken Belarus. Hon studerade då vid den belarusiska konstakademien.
1990 vann hon skönhetstävlingen Miss Photo USSR. I samband med vinsten erbjöds hon ett femårigt modellkontrakt hos en italiensk modellagentur. Vid den första fotosessionen för den italienska tidningen Repubblica ville de få henne till att ställa upp på nakenbilder, men det hela stoppades efter hotelser om att hennes skönhetstitlar skulle tas ifrån henne om hon genomförde nakenfotograferingen.

## Sångkarriär

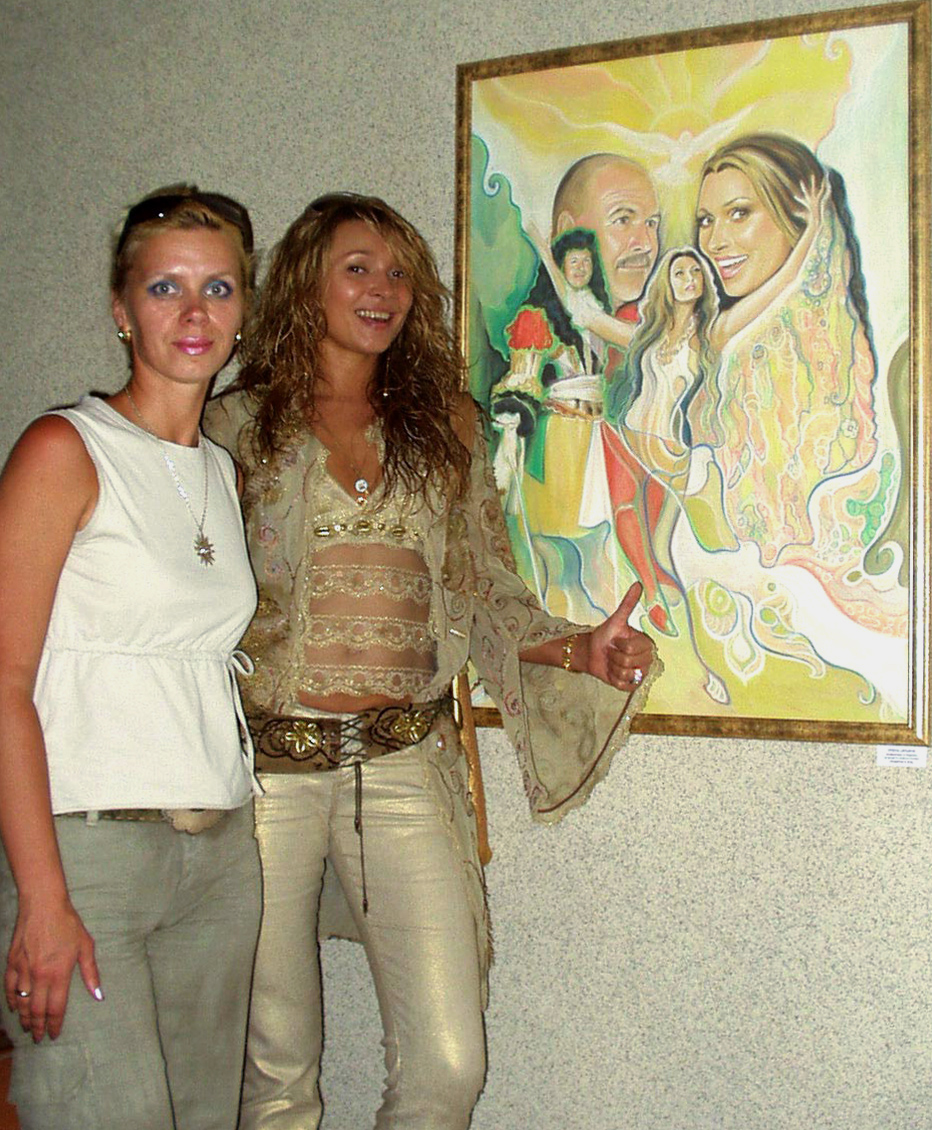
Anzjalika Ahurbasj (till höger) 2005.

Åren 1990-1995 sjöng hon i ensemblen Verasy. 1995 släpptes hennes första musikalbum, Bumazjnaja Luna (Paper Moon). 2005 valdes Anzjalika Ahurbasj att tävla för Belarus i Eurovision Song Contest i Kiev. Hennes bidrag, rockballaden Boys and Girls, hade valts ut av en inhemsk jury, men efter att ha lanserat låten i Europa utan framgång bestämdes att man skulle byta bidrag. Två kompositörer som tidigare varit framgångsrika i tävlingen bjöds in: israeliske Svika Pick och grekiske Nikos Terzis. Slutligen valdes Nikos Terzis Love Me Tonight som hennes tävlingsbidrag. Väl i Kiev tog hon sig inte längre än till semifinalens trettondeplats och nådde aldrig finalen. Framträdandet, som hade två klädbyten, hade hon, hennes make och den belarusiska staten tillsammans lagt ut 28,7 miljoner kronor på.
2005 sjöng hon in två duetter med Filipp Kirkorov; låten Jalma samt en rysk version av Melodifestivalsbidraget Let Your Spirit Fly.

## Diskografi

### Album
- 1995 - Bumazjnaja Luna (Paper Moon)
- 1997 - Notj bez sna (Sleepless Night)
- 1999 - Dlja tebja (For You)
- 2001 - Lutjsjije pesni (The Best Songs)
- 2002 - Prosjtjalnyj potseluj (Farewell Kiss)
- 2005 - Pravila ljubvi (Rules Of Love)
- 2005 - Belarusatjka (Belorussian)

### Singlar
- 2003 - Jevfrosinja
- 2003 - Novogodnjaja (New Year's)
- 2004 - Gimn firmy Mortadel (Mortadel Hymn)
- 2004 - Nikolajevskich staja (Nikolaevskih Flight)
- 2005 - Ja, Valentinka (I'm Valentine)
- 2005 - Boys and girls